# Tim Cornelisse
Tim Cornelisse (* 3. April 1978 in Alkmaar) ist ein ehemaliger niederländischer Fußballspieler und heutiger Trainer.

## Karriere
Cornelisse spielte bereits bis 1997 in der Jugendabteilung seines Heimatvereins AZ Alkmaar, ehe er im Sommer in den Profikader des damaligen Eerste-Divisie-Vertreters TOP Oss wechselte. Auf Anhieb schaffte er es zum Leistungsträger und machte damit auf sich aufmerksam. Nach nur einem Jahr sicherte sich der belgische Spitzenklub RSC Anderlecht die Dienste an dem Abwehrspieler und lockte ihn, ebenso wie seinen älteren Bruder Yuri, in die Erste Division. Um ihm Spielpraxis geben zu können, liehen die RSC-Verantwortlichen Cornelisse sofort wieder aus. Im RKC Waalwijk fand der Außenverteidiger einen neuen Arbeitgeber in der Eredivisie. Nach einer Spielzeit kamen beide Teams zueinander und Waalwijk verpflichtete den damaligen Jungspieler endgültig. Doch Cornelisse hielt es nur ein Jahr bei RKC. Schließlich verpflichtete ihn im Sommer 2000 Vitesse Arnheim. In den ersten beiden Jahren spielte Cornelisse mit dem Team um die Plätze eins bis fünf, nach turbulenten vereinsinternen Problemen, nur noch um den Abstieg. So kam es, dass er den Klub zu Spielzeit 2004/05 verließ und beim FC Utrecht anheuerte. Dort gehörte er schnell zum Stammkader des Klubs und konnte mit diesem im Vorfeld seiner ersten Saison den Johan-Cruyff-Schaal gewinnen. Nach sieben Jahren in Utrecht wechselte Cornelisse zur Saison 2011/12 zum FC Twente, bei dem er bereits im März 2011 einen Zweijahresvertrag unterzeichnet hatte. Hier konnte er sich jedoch nicht durchsetzen. Zur Rückrunde 2012/13 wurde er an den späteren Absteiger Willem II aus Tilburg verliehen. Nach Ablauf der Saison war er zunächst vereinslos und hielt sich bei seinem ehemaligen Verein Vitesse in Arnhem fit. Doch im August verpflichtete Tilburg ihn fest. Hier spielte er dann bis zu seinem Karriereende, welches zwei Jahre später erfolgte.

## Erfolge
- Niederländischer Superpokalsieger: 2004

## Trainer
Von 2015 bis 2019 war Cornelisse Übungsleiter der U-17 von Vitesse Arnheim. Seit dem 3. Dezember 2019 ist er dort Co-Trainer der 1. Mannschaft in der Eredivisie.